# Basten Caerts
Basten Caerts, (Hasselt, 27 oktober 1997) is een Belgisch voormalige zwemmer uit Heppen (Leopoldsburg) (België) aangesloten bij en zwemmend voor De Beringse Tuimelaars (DBT).
Hij maakte deel uit van de eliteploeg van de Vlaamse Zwemfederatie, met Rick Valcke als coach.
Caerts nam deel aan het Europees Olympisch Jeugdfestival in Utrecht (2013), de Europese Jeugdkampioenschappen Zwemmen in Dordrecht (2014), de Olympische Jeugdspelen in Nanjing (2014) en de Europese Spelen 2015 in Bakoe, waar hij tweemaal zesde werd in de finales van de 100 m en 200 m schoolslag. In 2015 behaalde hij op de Wereld Junioren Kampioenschappen een 8ste plaats in de finale van de 100 m schoolslag en een 9de plaats in de halve finale van de 50 m schoolslag. Caerts dwong in 2016 als 18-jarige een selectie af voor deelname aan de 200 m schoolslag tijdens de Olympische Zomerspelen 2016 en behaalde daar een 32ste plaats.
Caerts is vijfvoudig Belgisch recordhouder schoolslag. Eind 2018 stopte hij met competitiezwemmen.

## Internationale toernooien
| Jaar | Olympische Spelen   | WK langebaan  | WK kortebaan  | EK langebaan        | EK kortebaan                                               |
| ---- | ------------------- | ------------- | ------------- | ------------------- | ---------------------------------------------------------- |
| 2016 | 32e 200m schoolslag |               | geen deelname | geen deelname       |                                                            |
| 2017 |                     | geen deelname |               |                     | 31e 50m schoolslag 30e 20m schoolslag 17e 4x50m wisselslag |
| 2018 |                     |               | geen deelname | 32e 100m schoolslag |                                                            |

## Persoonlijke records

### Kortebaan
| Afstand         | Tijd       | Datum            | Plaats    |
| --------------- | ---------- | ---------------- | --------- |
| 50m schoolslag  | BR 26,73   | 11 augustus 2017 | Eindhoven |
| 100m schoolslag | BR 57,71   | 3 augustus 2017  | Moskou    |
| 200m schoolslag | BR 2.05,22 | 2 augustus 2017  | Moskou    |

### Langebaan
| Afstand         | Tijd       | Datum       | Plaats    |
| --------------- | ---------- | ----------- | --------- |
| 50m schoolslag  | BR 27,64   | 10 mei 2018 | Gent      |
| 100m schoolslag | 1.00,86    | 28 mei 2016 | Antwerpen |
| 200m schoolslag | BR 2.12,57 | 29 mei 2016 | Antwerpen |